# Etika novinarstva
Etika novinarstva  (od grč. ethos - običaj, navika, značaj, ćud) sadrži temeljna moralna načela postupanja u novinarskoj struci.
Etika novinarstva ostaje među najvažnijijim pitanjima suvremenih medija.

## Etička pitanja
Novinar se svakodnevno susreće s pitanjima etičke naravi kao što su krivotvorenje, povreda autorskih prava, sukob interesa, prikrivanje informacija, povreda privatnosti itd. Nabrojane stavke su duboko ukorijenjene u moderno društvo a ne samo novinarstvo. 
Povjerenje u profesionalno obavljanje poslova ima veliki značaj. Ako građane novinar jednom obmane, oni mu više neće teško vjerovati i kada govori istinu - a posljedično neće vjerovati ni mediju za kojega taj novinar radi. Stoga je novinar dužan iznositi točnu, potpunu i provjerenu informaciju. On kritički prosuđuje izvore informacija i u pravilu ih navodi 
U svom su radu novinari dužni braniti ljudska prava, dostojanstvo, slobode i vrijednosti, uvažavati pluralizam ideja i nazora, opirati se svim oblicima cenzure, pridonositi jačanju pravne države i kao dio javnosti sudjelovati u demokratskoj kontroli moći i vlasti.  Kada izvještava o temama o kojima postoje različita relevantna stajališta, a posebice kada se iznose optužujući navodi, novinar nastoji sva ta stajališta predstaviti javnosti. Novinar u suvremenoj demokraciji je dužan poštovati etiku javne riječi i kulturu dijaloga te uvažavati čast, ugled i dostojanstvo osoba ili skupina s kojima polemizira.

## Etička pravila profesije
Etika novinarstva, kao djelatnosti koja prenosi informaciju, zasnovana je prije svega na poštovanju za istinu.
Mnoge organizacije medijskih zaposlenika u europskim i drugim zemljama usvojile su kodekse ponašanja također nazvane kodeksima djelovanja ili etičkim kodeksima. U mnogim, iako ne svim, zemljama uspostavljena su samoregulirajuća tijela - medijski savjeti, čiji je cilj da nadziru poštovanje profesionalnog kodeksa ponašanja.

## Mediji i senzacionalizam
Današnji mediji se sve više bore za pozornost čitateljstva objavljivanjem senzacija, makar one možda i ne bile od osobitog javnog značaja: o raznim zločinima, osobnim sukobima i nesrećama o kojima se ranije eventualno izvješćivalo ukratko i na stranicama "crne kronike", danas se izvješćuje na naslovnim stranicama i udarnim mjestima elektroničkih medija. Stoga se govorio o  senzacionalizmu, pojavi koja posve redovno ide do ruba etičke dopustivosti, ili ga prelazi.

## Lažne vijesti
U novinarstvu nije posve rijetka pojava lažnog izvješćivanja, bilo radi promoviranja vlastite karijere kao u primjeru skandala koji je krajem 2018. godine izbio oko višestruko nagrađivanog njemačkog novinara Claasa Relotiusa, bilo radi promicanja stanovitih političkih ciljeva ili poslovnih interesa, bilo u sklopu hibridnog ratovanja.
U totalitarnim režimima, praktično je cjelokupno novinarstvo upregnuto u promoviranje lažnih vijesti: naime se tu od stanovništva ne traži tek da poštuju poredak i u slučajevima kada se ne slažu s postupcima vlasti - nego se od ljudi traži bezuvjetna vjera da su prosudbe vlasti uvijek ispravne, a ciljevi vlasti uvijek moralno najispravniji. Novinarstvo stoga funkcionira kao propaganda, gdje se od istine odstupa uvijek kada to interesi (jedine) partije zahtijevaju.